# Balázs Baji
Balázs Baji (* 9. Juni 1989 in Békéscsaba) ist ein ungarischer Hürdenläufer, der sich auf die 110-Meter-Distanz spezialisiert hat.

## Sportliche Laufbahn
Erste internationale Erfahrungen sammelte Balázs Baji im Jahr 2007, als er bei den Junioreneuropameisterschaften in Hengelo bis in das Halbfinale gelangte und dort mit 13,80 s ausschied. Im Jahr darauf belegte er bei den Juniorenweltmeisterschaften in Bydgoszcz in 13,60 s den siebten Platz. 2009 qualifizierte er sich im 60-Meter-Hürdenlauf für die Halleneuropameisterschaften in Turin, bei denen er mit 7,94 s in Vorlauf ausschied, ehe er bei den U23-Europameisterschaften in Kaunas mit 13,96 s im Halbfinale ausschied. 2010 nahm er erstmals an den Europameisterschaften in Barcelona teil, scheiterte dort aber mit 14,01 s in der ersten Runde. Auch bei den Leichtathletik-Halleneuropameisterschaften 2011 in Paris schied er über 60 m Hürden mit 7,77 s in der Vorrunde aus und belegte anschließend bei der Sommer-Universiade in Shenzhen in 13,71 s den sechsten Platz. Zudem qualifizierte er sich für die Weltmeisterschaften in Daegu, bei denen er mit 14,06 s in der ersten Runde ausschied. Im Jahr darauf erreichte er bei den Hallenweltmeisterschaften in Istanbul das Halbfinale und schied dort mit 7,76 s aus. Daraufhin schied er auch bei den Europameisterschaften in Helsinki mit 13,68 s im Halbfinale aus und nahm im August auch an den Olympischen Spielen in London teil, bei denen er mit 13,76 s im Vorlauf ausschied.
2013 wurde er bei den Halleneuropameisterschaften in Göteborg in 7,56 s Vierter im 60-Meter-Hürdenlauf und gelangte während der Freiluftsaison bei den Weltmeisterschaften in Moskau bis in das Halbfinale, in dem er mit 13,49 s ausschied. Im Jahr darauf schied er bei den Leichtathletik-Hallenweltmeisterschaften 2014 in Sopot mit 7,63 s im Halbfinale aus und belegte anschließend bei den Europameisterschaften in Zürich in 13,29 s den vierten Platz. Damit stellte er einen neuen Landesrekord auf, musste sich aber um wenige tausendstel Sekunden dem Franzosen Pascal Martinot-Lagarde geschlagen geben, der die gleiche Zeit lief, aber die Bronzemedaille zugesprochen bekam. 2015 wurde er bei den Halleneuropameisterschaften in Prag in 7,65 s Siebter und schied bei den Weltmeisterschaften in Peking mit 13,51 s im Halbfinale aus. 2016 schaffte Baji dann den großen Durchbruch. Zunächst erreichte er bei den Hallenweltmeisterschaften in Portland in 7,65 s Rang sechs, ehe er bei den Europameisterschaften in Amsterdam in 13,28 s die Silbermedaille hinter dem Franzosen Dimitri Bascou gewann. Damit qualifizierte er sich erneut für die Teilnahme an den Olympischen Spielen in Rio de Janeiro, bei denen er mit 13,52 s im Halbfinale ausschied.
2017 wurde er bei den Halleneuropameisterschaften in Belgrad in der ersten Runde disqualifiziert und nahm im Sommer ein weiteres Mal an den Weltmeisterschaften in London teil, bei denen er im Halbfinale 13,28 s schnell lief und damit die Bronzemedaille hinter dem Jamaikaner Omar McLeod und Sergei Schubenkow aus Russland gewann. Nur zwei Wochen später siegte er bei der Sommer-Universiade in Taipeh in 13,35 s. Im Jahr darauf schied er bei den Hallenweltmeisterschaften in Birmingham mit 7,64 s im Halbfinale aus und wurde anschließend bei den Europameisterschaften in Berlin in 13,55 s Achter. 2019 musste er die Saison bereits im Frühjahr wegen einer Knieverletzung beenden. 2021 erreichte er bei den Halleneuropameisterschaften in Toruń das Halbfinale und schied dort mit 7,73 s aus.
In den Jahren 2007 und zwischen 2011 und 2018 wurde Baji jedes Jahr ungarischer Meister im 110-Meter-Hürdenlauf sowie 2009 auch im 200-Meter-Lauf und 2020 siegte er in der 4-mal-100-Meter-Staffel. In der Halle sicherte er sich den Titel im 60-Meter-Hürdenlauf 2009, 2011 und von 2013 bis 2018 sowie 2021.

## Persönliche Bestleistungen
- 200 Meter: 21,35 s (+1,5 m/s), 26. Mai 2013 in Budapest
- 110 m Hürden: 13,15 s (+0,3 m/s), 4. Juli 2017 in Székesfehérvár (ungarischer Rekord)
  - 60 m Hürden (Halle): 7,53 s, 19. Februar 2017 in Budapest (ungarischer Rekord)

## Auszeichnungen
- Leichtathlet des Jahres: 2016, 2017
- László Papp-Preis: 2017
- Sportler des Jahres: 2017
- Verdienstorden der Republik Ungarn: 2018 (Ritter)